# Domenico Angelo Scotti
Domenico Angelo Scotti (ur. 8 lutego 1942 w Pollutri) – włoski duchowny katolicki, biskup Trivento w latach 2005-2017.

## Życiorys
Święcenia kapłańskie otrzymał 25 czerwca 1967 i został inkardynowany do archidiecezji Chieti (od 1986 Chieti-Vasto). Przez kilka lat pracował jako duszpasterz parafialny, zaś w 1973 rozpoczął pracę jako ojciec duchowny seminarium w Chieti. W 1978 został ojcem duchownym regionalnego seminarium im. św. Piusa X, natomiast w 1996 został jego rektorem. W 2005 mianowany wikariuszem generalnym archidiecezji.
17 października 2005 papież Benedykt XVI mianował go ordynariuszem diecezji Trivento. Sakry biskupiej udzielił mu 8 grudnia 2005 arcybiskup Bruno Forte.
5 czerwca 2017 przeszedł na emeryturę.